# Mattia Ugoni
Mattia Ugoni (Brescia, 1445 – Brescia, 3 dicembre 1535) è stato un vescovo cattolico italiano.

## Biografia
Era figlio di Bonifacio e di Maddalena Testi, discendente di una delle famiglie più antiche e nobili di Brescia.
Ebbe una lunga e brillante carriera ecclesiastica: canonico alla cattedrale di Brescia nel 1486, vicario episcopale a Verona nel 1501, legato pontificio a Viterbo nel 1517.
Fu nominato vescovo di Famagosta da papa Giulio II nel 1504, carica che abbandonò nel 1530 a favore di un parente, Gianfrancesco Ugoni.
Morì nel 1535 e venne sepolto nella Chiesa di San Giuseppe a Brescia.